# 波士顿红袜名人堂
波士頓紅襪名人堂（英語：Boston Red Sox Hall of Fame），於1995年設立，目的在於紀念為紅襪隊有貢獻的球員。

## 成員
- 1995年:湯尼·康尼格里亞羅（Tony Conigliaro）
- 1995年:喬·克羅寧（Joe Cronin）
- 1995年:唐姆·迪馬喬（Dom DiMaggio）
- 1995年:鮑比·多爾（Bobby Doerr）
- 1995年:瑞克·費瑞爾（Rick Ferrell）
- 1995年:Frank Malzone（Frank Malzone）
- 1995年:賀伯·潘奈克（Herb Pennock）
- 1995年:約翰尼·佩斯基（Johnny Pesky）
- 1995年:吉姆·賴斯（Jim Rice）
- 1995年:瑞德·拉芬（Red Ruffing）
- 1995年:貝比·魯斯（Babe Ruth）
- 1995年:泰德·威廉斯（Ted Williams）
- 1995年:史莫奇·喬·伍德（Smoky Joe Wood）
- 1995年:卡爾·雅澤姆斯基（Carl Yastrzemski）
- 1995年:Jean R. Yawkey（Jean R. Yawkey）
- 1995年:Tom Yawkey（Tom Yawkey）
- 1997年:卡爾頓·費斯克（Carlton Fisk）
- 1997年:吉米·法克斯（Jimmie Foxx）
- 1997年:哈利·胡珀（Harry Hooper）
- 1997年:Dick O'Connell（Dick O'Connell）
- 1997年:Mel Parnell（Mel Parnell）
- 1997年:Rico Petrocelli（Rico Petrocelli）
- 1997年:Dick Radatz（Dick Radatz）
- 1997年:路易斯·提安特（Luis Tiant）
- 1997年:賽·揚（Cy Young）
- 2000年:Ken Coleman（Ken Coleman）
- 2000年:德懷特·埃文斯（Dwight Evans）
- 2000年:賴瑞·加德納（Larry Gardner）
- 2000年:Curt Gowdy（Curt Gowdy）
- 2000年:傑基·簡森（Jackie Jensen）
- 2000年:Ned Martin（Ned Martin）
- 2000年:Bill Monbouquette（Bill Monbouquette）
- 2000年:Reggie Smith（Reggie Smith）
- 2000年:特里斯·史畢克（Tris Speaker）
- 2000年:Bob Stanley（Bob Stanley）
- 2002年:Rick Burleson（Rick Burleson）
- 2002年:Boo Ferriss（Boo Ferriss）
- 2002年:Lou Gorman（Lou Gorman）
- 2002年:雷夫提·葛洛夫（Lefty Grove）
- 2002年:John Harrington（John Harrington（英语：John Harrington (baseball)））
- 2002年:Tex Hughson（Tex Hughson）
- 2002年:Duffy Lewis（Duffy Lewis）
- 2002年:Jim Lonborg（Jim Lonborg）
- 2002年:弗瑞德·林恩（Fred Lynn）
- 2004年:韋德·博格斯（Wade Boggs）
- 2004年:Bill Carrigan（Bill Carrigan）
- 2004年:吉米·科林斯（Jimmy Collins）
- 2004年:丹尼斯·艾克斯利（Dennis Eckersley）
- 2004年:Billy Goodman（Billy Goodman）
- 2004年:布魯斯·赫斯特（Bruce Hurst）
- 2004年:Ben Mondor（Ben Mondor）
- 2004年:Pete Runnels（Pete Runnels）
- 2004年:Haywood Sullivan（Haywood Sullivan）
- 2006年:Dick Bresciani（Dick Bresciani）
- 2006年:艾迪·柯林斯（Eddie Collins）
- 2006年:Ellis Kinder（Ellis Kinder）
- 2006年:喬·摩根（Joe Morgan）
- 2006年:Jerry Remy（Jerry Remy）
- 2006年:George Scott（George Scott）
- 2006年:佛恩·史蒂芬斯（Vern Stephens）
- 2006年:Dick Williams（Dick Williams）
- 2008年:George Digby（George Digby（英语：George Digby (baseball scout)））
- 2008年:Wes Ferrell（Wes Ferrell）
- 2008年:Mike Greenwell（Mike Greenwell）
- 2008年:Edward Kenney, Sr.（Edward Kenney, Sr.）
- 2008年:Bill Lee（Bill Lee（英语：Bill Lee (left-handed pitcher)））
- 2008年:艾佛瑞特·史考特（Everett Scott）
- 2008年:Frank Sullivan（Frank Sullivan）
- 2008年:摩·沃恩（Mo Vaughn）
- 2010年:Tommy Harper（Tommy Harper）
- 2010年:Eddie Kasko（Eddie Kasko）
- 2010年:Jimmy Piersall（Jimmy Piersall）
- 2010年:John Valentin（John Valentin）
- 2010年:Don Zimmer（Don Zimmer）
- 2012年:Marty Barrett（Marty Barrett（英语：Marty Barrett (second baseman)））
- 2012年:艾利斯·伯克斯（Ellis Burks）
- 2012年:Joe Dobson（Joe Dobson）
- 2012年:Dutch Leonard（Dutch Leonard（英语：Dutch Leonard (left-handed pitcher)））
- 2012年:Joe Mooney（Joe Mooney）
- 2012年:柯特·席林（Curt Schilling）
- 2012年:John I. Taylor（John I. Taylor）
- 2014年:Joe Castiglione（Joe Castiglione）
- 2014年:羅傑·克萊門斯（Roger Clemens）
- 2014年:諾馬·賈西亞帕拉（Nomar Garciaparra）
- 2014年:佩卓·馬丁尼茲（Pedro Martinez）
- 2016年:Ira Flagstead（Ira Flagstead）
- 2016年:Larry Lucchino（Larry Lucchino）
- 2016年:傑森·瓦瑞泰克（Jason Varitek）
- 2016年:提姆·韋克菲爾德（Tim Wakefield）
- 2018年:Buck Freeman（Buck Freeman）
- 2018年:Pumpsie Green（Pumpsie Green）
- 2018年:德瑞克·洛夫（Derek Lowe）
- 2018年:麥克·洛威爾（Mike Lowell）
- 2018年:凱文·尤克里斯（Kevin Youkilis）
- 2019年:Bill Dinneen（Bill Dinneen）
- 2019年:Dan Duquette（Dan Duquette）
- 2019年:Rich Gedman（Rich Gedman）
- 2019年:大衛·歐提茲（David Ortiz）
- 2019年:曼尼·拉米瑞茲（Manny Ramirez）

另外，达斯汀·佩德罗亚雖然於2021年初才退役，時間上還不滿足票選資格，但紅襪隊官方已於他在2021年6月舉行的退休儀式確認他將會在時間達標後入選。